# Schipholboog (Mariahoeve)
De Schipholboog is een boog in het spoorwegnet die zich bevindt tussen station Den Haag Laan van NOI en station Mariahoeve, beide in Den Haag.
De boog maakt de verbinding van Den Haag Centraal naar Leiden Centraal en Schiphol mogelijk, in die richting: het spoor uit Den Haag Centraal gaat, parallel aan de sporen van de RandstadRail, schuin onder de Oude Lijn (Den Haag HS - Leiden) door en volgt daarna een boog om op de Oude Lijn aan te sluiten. Voor de omgekeerde richting is er een kleinere boog aan de noordzijde van de Oude Lijn.
Met Schipholboog wordt soms ook de Utrechtboog bij Duivendrecht bedoeld.